# دون كارتر
دون كارتر (بالإنجليزية: Don Carter)‏ (11 سبتمبر 1921 - 1 يناير 2002) هو لاعب كرة قدم بريطاني (وحمل سابقاً جنسية المملكة المتحدة لبريطانيا العظمى وأيرلندا) في مركز الوسط. لعب مع بلاكبيرن روفرز ونادي بوري.